# シェイン・マハン
シェイン・パトリック・マハン（Shane Patrick Mahan, 1964年 - ）は、アメリカ合衆国のメイクアップ及び視覚効果アーティスト、パペッターである。2008年の映画『アイアンマン』のアイアンマンのスーツを作ったことで知られる。

## 生い立ちとキャリア
ミシガン州グリーンビルで生まれ育つ。1981年にグリーンビル高等学校を卒業後、ハリウッドへと移る。彼の最初の仕事は1983年にスタン・ウィンストン・スタジオで『ターミネーター』のスタッフを務めることであった。以後2007年まで彼は同社でクリーチャーエフェクトスーパーバイザーとして働く。
2008年の映画『アイアンマン』でマハンとそのチームは主演のロバート・ダウニー・Jrが装着する特殊スーツを作り上げた。また全長10フィート、重さ800ポンド、操作者5人を要するアイアンモンガーも設計した。これによりマハンはアカデミー視覚効果賞にノミネートされた。チームはジェームズ・キャメロンの映画『アバター』でコンセプトアーティストとして雇われた。これはキャメロンの『ターミネーター』が初の仕事であったマハンにとって特別なものとなった。
2008年にスタン・ウィンストンが亡くなると、マハンはリンジー・マクゴワン、J・アラン・スコット、ジョン・ローゼングラントと共にレガシー・エフェクツを立ち上げた。

## 主なフィルモグラフィ
- ターミネーター The Terminator (1984)
- エイリアン2 Aliens (1986)
- プレデター Predator (1987)
- エイリアン・ネイション Alien Nation (1988)
- プレデター2 Predator 2 (1990)
- ターミネーター2 Terminator 2: Judgment Day (1991)
- バットマン リターンズ Batman Returns (1992)
- ジュラシック・パーク Jurassic Park(1993)
- インタビュー・ウィズ・ヴァンパイア Interview with the Vampire: The Vampire Chronicles (1994)
- コンゴ Congo (1995)
- D.N.A./ドクター・モローの島 The Island of Dr. Moreau (1996)
- ロスト・ワールド/ジュラシック・パーク The Lost World: Jurassic Park (1997)
- ギャラクシー・クエスト Galaxy Quest (1999)
- ホワット・ライズ・ビニース What Lies Beneath (2000)
- パール・ハーバー Pearl Harbor (2001)
- A.I. Artificial Intelligence: AI (2001)
- ビッグ・フィッシュ Big Fish (2003)
- コンスタンティン Constantine (2005)
- 宇宙戦争 War of the Worlds (2005)
- ザスーラ Zathura: A Space Adventure (2005)
- 宇宙戦争 Eight Below (2006)
- アイアンマン Iron Man (2008)
- インディ・ジョーンズ/クリスタル・スカルの王国 Indiana Jones and the Kingdom of the Crystal Skull (2008)
- G.I.ジョー G.I. Joe: The Rise of Cobra (2009)
- アバター Avatar (2009)

## 受賞とノミネート
| 賞               | 年   | 部門           | 作品名       | 結果       |
| ---------------- | ---- | -------------- | ------------ | ---------- |
| アカデミー賞     | 2008 | 視覚効果賞     | アイアンマン | ノミネート |
| 英国アカデミー賞 | 2008 | 特殊視覚効果賞 | アイアンマン | ノミネート |
| サテライト賞     | 2008 | 視覚効果賞     | アイアンマン | ノミネート |
| サターン賞       | 2008 | 特殊効果賞     | アイアンマン | ノミネート |